# Pat Nevin
Patrick Kevin Francis Michael "Pat" Nevin (sinh 6 tháng 9 năm 1963 tại Glasgow, Scotland) là một cựu cầu thủ bóng đá người Scotland. Trong 20 năm sự nghiệp, ông thi đấu cho Clyde, Chelsea, Everton, Tranmere Rovers, Kilmarnock và Motherwell ở vị trí chạy cánh. Nevin là một người được các cổ động viên Chelsea yêu thích trong suốt những năm 1980. Ông cũng có 28 lần khoác áo Scotland, trải qua mười năm thi đấu quốc tế, và góp mặt trong đội hình thi đấu tại vòng chung kết UEFA Euro 1992. Sau khi giải nghệ, Nevin từng làm giám đốc ở Motherwell và là cây viết bóng đá và bình luận viên.

## Danh hiệu

### Câu lạc bộ
Clyde
- Scottish Football League Second Division: 1981–82

Chelsea
- Football League Second Division: 1983–84
- Full Members Cup: 1986

Everton
- Á quân FA Cup: 1989
- Á quân Full Members Cup: 1991

### Cá nhân
- Scottish PFA Second Division Cầu thủ xuất sắc nhất năm: 1981–82[3]
- Giải vô địch U18 châu Âu Cầu thủ xuất sắc nhất giải: 1982
- Chelsea Cầu thủ xuất sắc nhất năm: 1983–84, 1986–87